# Долинненська сільська рада
Доли́нненська сільська́ ра́да — адміністративно-територіальна одиниця та орган місцевого самоврядування в Бахчисарайському районі Автономної Республіки Крим. Адміністративний центр — село Долинне.

## Загальні відомості
- Населення ради: 3 000 осіб (станом на 2001 рік)

## Населені пункти
Сільській раді були підпорядковані населені пункти:
- с. Долинне
- с. Новеньке
- с. Актачи

## Склад ради
Рада складалася з 24 депутатів та голови.
- Голова ради: Горобець Віктор Миколайович

### Керівний склад попередніх скликань
| Прізвище, ім'я, по батькові | Основні відомості                                                         | Дата обрання | Дата звільнення |
| --------------------------- | ------------------------------------------------------------------------- | ------------ | --------------- |
| Болтян Віктор Володимирович | Сільський голова, 1952 року народження, безпартійний                      | 26.03.2006   | 01.08.2006      |
| Муха Сергій Миколайович     | Сільський голова, 1961 року народження, безпартійний                      | 17.12.2006   | 31.10.2010      |
| Горобець Віктор Миколайович | Сільський голова, 1949 року народження, освіта вища, член Партії регіонів | 31.10.2010   |                 |

Примітка: таблиця складена за даними сайту Верховної Ради України

### Депутати
За результатами місцевих виборів 2010 року депутатами ради стали:

#### За суб'єктами висування
| Суб'єкт висування | Кількість обраних депутатів | %    |
| ----------------- | --------------------------- | ---- |
| Самовисування     | 20                          | 83,3 |
| Партія регіонів   | 4                           | 16,7 |

#### За округами
| № округу        | Прізвище, ім'я, по батькові    | Дата визнання обраним | Освіта             | Партійна приналежність | Відомості про обраного депутата                                          |
| --------------- | ------------------------------ | --------------------- | ------------------ | ---------------------- | ------------------------------------------------------------------------ |
| Партія регіонів |                                |                       |                    |                        |                                                                          |
| 2               | Хекало Ганна Олексіївна        | 02.11.2010            | середня спеціальна | член Партії регіонів   | ЗАО «КВКЗ» м. Бахчисарай, начальник цеху розливу                         |
| 12              | Настюха Надія Василівна        | 02.11.2010            | середня            | член Партії регіонів   | Долинненська сільська рада, секретар адмінкомісії                        |
| 19              | Кравченко Тетяна Олексіївна    | 02.11.2010            | середня            | член Партії регіонів   | тимчасово не працює                                                      |
| 22              | Псевкіна Тетяна Валетинівна    | 02.11.2010            | вища               | позапартійна           | Долинненська сільська рада, секретар                                     |
| Самовисування   |                                |                       |                    |                        |                                                                          |
| 1               | Крук Анатолій Васильович       | 02.11.2010            | середня            | позапартійний          | КП «Качинський оазіс», директор                                          |
| 3               | Ваджипов Ідріс Зейтулаійович   | 02.11.2010            | середня            | позапартійний          | пенсіонер                                                                |
| 4               | Халілова Лілія Рефатівна       | 02.11.2010            | вища               | позапартійна           | приватний підприємець                                                    |
| 5               | Алієв Темур Ібрагимович        | 02.11.2010            | середня            | позапартійний          | тимчасово не працює                                                      |
| 6               | Сейтмеметов Наріман Рустемович | 02.11.2010            | середня            | позапартійний          | тимчасово не працює                                                      |
| 7               | Васильєва Людмила Данилівна    | 02.11.2010            | середня            | позапартійна           | тимчасово не працює                                                      |
| 8               | Позня Людмила Миколаївна       | 02.11.2010            | середня            | позапартійна           | пенсіонер                                                                |
| 9               | Січкова Людмила Вікторівна     | 02.11.2010            | середня спеціальна | позапартійна           | пенсіонер                                                                |
| 10              | Ісаєв Сергій Вікторович        | 02.11.2010            | вища               | позапартійний          | ПАО «Бахчисарайський комбінат», диспетчер                                |
| 11              | Шутова Ольга Тріфонівна        | 02.11.2010            | середня            | позапартійна           | ЛВЧД-11, провідник                                                       |
| 13              | Ястреб Тетяна Петрівна         | 02.11.2010            | середня спеціальна | позапартійна           | залізниця, провідник                                                     |
| 14              | Зєйнєдінова Гульнара Юсуфівна  | 02.11.2010            | середня спеціальна | позапартійна           | пенсіонер                                                                |
| 15              | Загребаєва Надія Олексіївна    | 02.11.2010            | середня            | позапартійна           | пенсіонер                                                                |
| 16              | Смірнова Наталя Сергіївна      | 02.11.2010            | вища               | позапартійна           | КП «Качинський оазіс», контролер                                         |
| 17              | Лугачьова Анжелика Леонідівна  | 02.11.2010            | вища               | позапартійна           | державне управління юстиції м. Севастополь, заступник начальнику відділу |
| 18              | Аблялімов Арсен Юсуфович       | 02.11.2010            | середня            | позапартійний          | тимчасово не працює                                                      |
| 20              | Псевкін Геннадій Вікторович    | 02.11.2010            | вища               | позапартійний          | приватний підприємець                                                    |
| 21              | Донець Ганна Михайлівна        | 02.11.2010            | середня спеціальна | позапартійна           | Долинненська сільська рада, діловод                                      |
| 23              | Адживапов Мурат Нєджєпович     | 02.11.2010            | вища               | позапартійний          | тимчасово не працює                                                      |
| 24              | Куку Алімє Абдулаївна          | 02.11.2010            | середня            | позапартійна           | пенсіонер                                                                |